# Aspidistra hekouensis
Aspidistra hekouensis là một loài thực vật có hoa trong họ Măng tây. Loài này được H.Li, C.L.Long & Bogner mô tả khoa học đầu tiên năm 1998.